# Andreas Zeier Cappelen
Andreas Zeier Cappelen (* 31. Januar 1915 in Vang (Hedmark); † 2. September 2008 in Stavanger) war ein norwegischer Jurist und Politiker der Arbeiderpartiet, der mehrfach Minister in verschiedenen norwegischen Regierungen war.

## Leben
Nach dem Schulbesuch studierte Cappelen Rechtswissenschaften und schloss dieses Studium 1939 ab. Nach dem Ende des Zweiten Weltkrieges wurde er 1945 amtierender Staatsanwalt für die Verhandlung von Landesverratsstrafprozessen in Rogaland und behielt dieses Amt bis 1947.
Zugleich begann er seine politische Laufbahn in der Kommunalpolitik und war zwischen 1945 und 1947 als Vertreter der Arbeiterpartei (Arbeiderpartiet) erstmals Mitglied des Stadtrates von Stavanger. Im Anschluss war er zwischen 1947 und 1958 Stadtjustiziar und Direktor der Lohnabteilung der Stadtverwaltung von Stavanger sowie zusätzlich von 1957 bis 1958 Kämmerer. Darüber hinaus war er von 1952 bis 1957 erneut Mitglied des Stadtrates von Stavanger.
1958 wurde er von Ministerpräsident Einar Gerhardsen zum Minister für Kommunales und Arbeit in dessen dritte Regierung berufen und war zuletzt in dieser Regierung 1963 auch Finanzminister.
Nach der nur vierwöchigen bürgerlichen Minderheitsregierung von Ministerpräsident John Lyng wurde Cappelen am 25. September 1963 von Ministerpräsident Gerhardsen in dessen vierte Regierung berufen, der er bis zum 12. Oktober 1965 angehörte.
Nachdem er zwischen 1966 und 1967 abermals Stadtjustiziar und Direktor der Lohnabteilung der Stadt Stavanger war, gehörte er von 1968 bis 1971 erneut dem Stadtrat Stavangers als Mitglied an. Daneben war er von 1969 und 1981 Präsident des Amtsgerichts von Stavanger sowie zugleich von 1971 bis 1977 Mitglied des Vorstands der Norges Bank, Norwegens Zentralbank.
Am 17. März 1971 ernannte Ministerpräsident Trygve Bratteli ihn zum Außenminister in dessen erster Regierung, der er bis zum Ende von Brattelis Amtszeit am 18. Oktober 1972 angehörte. Zwischen 1979 und 1980 war er darüber hinaus Justizminister im Kabinett von Ministerpräsident Odvar Nordli und später zwischen 1984 und 1991 wiederum Mitglied des Stadtrates von Stavanger.
Andreas Zeiler Cappelen war ein jüngerer Bruder des Politikers Hans Johan Zeier Cappelen und des Diplomaten Johan Zeier Cappelen.